# It's... Madness
It's... Madness es un álbum recopilatorio de la banda de ska/pop Madness lanzado en 1990. Combina algunos de los éxitos de la banda con caras B. Como continuación, It's... Madness Too fue lanzado al año siguiente.

## Lista de canciones
1. "House of Fun"
2. "Don't Look Back"
3. "Wings of a Dove"
4. "The Young and the Old"
5. "My Girl"
6. "Stepping Into Line"
7. "Baggy Trousers"
8. "The Business"
9. "Embarrassment"
10. "One's Second Thoughtlessness"
11. "Grey Day"
12. "Memories"
13. "It Must Be Love"
14. "Deceives the Eye"
15. "Driving in My Car"
16. "Animal Farm"

- Datos: Q5233529